# Strahlaufweiter
Strahlaufweiter sind optische Geräte, die einen kollimierten Lichtstrahl aufnehmen und seinen Querschnitt vergrößern (oder umgekehrt auch verringern).
In der Laserphysik werden sie entweder als Intracavity- oder Extracavity-Elemente eingesetzt. Sie können von Natur aus teleskopisch oder prismatisch sein. Im Allgemeinen verwenden prismatische Strahlaufweiter mehrere Prismen und sind als Mehrfachprismen-Strahlaufweiter bekannt.
Teleskopische Strahlaufweiter können sowohl auf brechenden Linsen (Refraktor) oder auf Spiegeln (Reflektor) basieren.  Ein allgemein verwendetes brechendes Teleskop ist das Galileische Teleskop, das als einfacher Strahlaufweiter für kollimiertes Licht fungieren kann. Der Hauptvorteil des galileischen Aufbaus besteht darin, dass der Strahl innerhalb des optischen Strahlengangs nirgendwo auf einen Punkt fokussiert wird, sodass Effekte, die mit einer sehr hohen Leistungsdichte (z. B. ein dielektrischer Durchschlag) verbunden sind, leichter vermeidbar sind als bei fokussierenden Entwürfen wie dem Kepler-Teleskop. Bei Verwendung als Intracavity-Strahlexpander in Laserresonatoren bieten diese Teleskope eine zweidimensionale Strahlaufweitung im Bereich von 20 bis 50.
In abstimmbaren Laserresonatoren beleuchtet die Intracavity-Strahlaufweitung normalerweise die gesamte Breite eines Beugungsgitters. Die Strahlaufweitung verringert somit die Strahldivergenz und ermöglicht die Emission sehr enger Linienbreiten, was für viele analytische Anwendungen, einschließlich der Laserspektroskopie, ein gewünschtes Merkmal ist.

## Mehrfachprismen-Strahlaufweiter

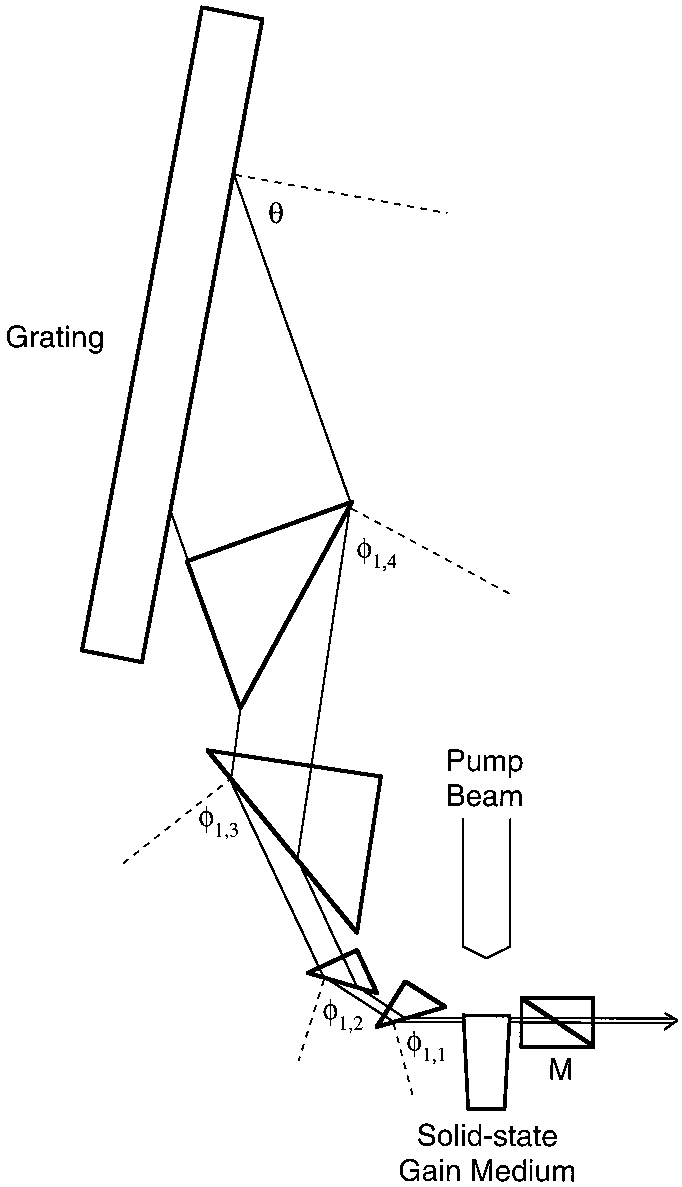
Durchstimmbarer Laseroszillator mit langen Impulsen, der einen Mehrfachprismenstrahlaufweiter verwendet

Mehrfachprismen-Strahlaufweiter setzen normalerweise zwei bis fünf Prismen ein, um große eindimensionale Strahlaufweitungsfaktoren zu erzielen. Es wurden Konstruktionen, die auf abstimmbare Laser mit Strahlaufweitungsfaktoren von bis zu 200 anwendbar sind, entwickelt. Anfänglich wurden Mehrfachprismengitterkonfigurationen in Flüssigfarbstofflaser mit schmaler Linienbreite eingeführt, diese wurden aber schließlich auch in Gas-, Festkörper- und Diodenlaserdesigns übernommen. Die von F. J. Duarte eingeführte verallgemeinerte mathematische Beschreibung von Mehrfachprismen-Strahlaufweitern ist als Multiple-Prisma-Dispersionstheorie bekannt.
Mehrfachprismen-Strahlaufweiter und -Anordnungen können auch unter Verwendung von Strahlübertragungsmatrizen beschrieben werden. Die Multiprismendispersionstheorie ist dabei auch in 4 × 4-Matrixform erhältlich.

## Extra-Hohlraum-Strahlformung
Extra-Hohlraum-Hybridstrahltransformatoren: Mit einem Teleskop-Strahlaufweiter, gefolgt von einer konvexen Linse und einem Mehrprismen-Strahlaufweiter kann sich ein Laserstrahl (mit kreisförmigem Querschnitt) in der Ebene von einem extrem langgestreckten Strahl verwandeln, während er in der orthogonalen Ebene extrem dünn ist. Die resultierende ebene Beleuchtung mit einem nahezu eindimensionalen (oder Linien-) Querschnitt macht Punkt-für-Punkt-Scannen überflüssig und ist für Anwendungen wie N-Spalt-Interferometrie, Mikrodensitometrie und Mikroskopie wichtig geworden. Diese Art der Beleuchtung wird in der Literatur auch als Lichtblattbeleuchtung oder selektive Flächenbeleuchtung bezeichnet.